# Национальные силы обороны Эфиопии
Национальные силы обороны Эфиопии (амх. የኢፌዲሪ መከላከያ ሠራዊት) — вооружённые силы Республики Эфиопия, предназначенные для защиты свободы, независимости и территориальной целостности государства. Состоят из сухопутных войск и военно-воздушных сил.

## История

### XIX век
В середине XIX века в результате феодальной раздробленности и междоусобных столкновений власть императора Эфиопии стала номинальной, возникла реальная угроза превращения страны в колонию европейских государств.
В 1867 году английские войска совершили вторжение в Эфиопию, в ходе боевых действий против англичан в 1868 году эфиопская армия была разбита в сражении при Магдале, но и англичане не сумели закрепиться на территории страны. Однако уходя, англичане оставили часть оружия одному из претендентов на престол — Касе, правителю княжества Тигре, который в июле 1871 года в битве при Адуа разбил соперника и 21 января 1872 года — короновался под именем императора Иоанна (Йоханныса) IV. Однако и в последующие годы правители княжеств Шоа и Годжам носили титул негуса и имели собственные армии.
В 1870-е — 1880-е годы Эфиопия вела войны с Египтом и махдистским Суданом (чему способствовали европейские советники при правительстве Египта), однако к началу 1880-х годов столкнулась с возрастающей угрозой со стороны европейских держав, осуществлявших колониальный раздел Африки: уже в 1882 году итальянские войска захватили порт Ассаб.
В 1884 году эфиопский император Йоханныс IV, британский контр-адмирал Хьюит и представитель Египта подписали договор, в соответствии с которым император Эфиопии принимал на себя обязательство облегчить вывод войск египетского хедива из осаждённых махдистами Кассалы, Амедиба, Санхита через территорию Эфиопии в порт Массауа, получив право свободного ввоза через этот порт на территорию Эфиопии любых товаров, включая оружие и боеприпасы.
В феврале 1885 года итальянцы захватили Массауа, а затем — ещё ряд пунктов на побережье Красного моря между Массауа и Бейлулем. Представители Эфиопии потребовали от итальянцев прекратить дальнейшее продвижение вглубь северной Эфиопии, но итальянцы проигнорировали это требование.
В 1886 году император Абиссинии приказал таможенной службе отбирать оружие у каждого, кто решит войти в столицу с оружием, не имея на то разрешения (это позволило несколько увеличить количество ружей у императорских войск).
В январе 1887 года в бою под Догали эфиопы победили итальянский отряд под командованием подполковника де Христофориса (4 роты солдат, отряд из 50 туземных воинов с двумя митральезами), в результате итальянцы были вынуждены отступить, вывести свои гарнизоны из селений Уйа и Арафали и начать строительство укреплений. Продвижение итальянцев к границам Эфиопии было приостановлено до декабря 1887 года.
Победа вызвала воодушевление у населения Эфиопии, но руководство страны было обеспокоено техническим превосходством войск европейских государств и предприняло усилия по укреплению армии и приобретению оружия.
9 марта 1889 года эфиопские войска были разбиты махдистами, эфиопский император Йоханныс IV погиб в сражении.
2 мая 1889 года император Менелик II подписал Уччальский договор о дружбе и торговле с Италией, в соответствии с дополнительной конвенцией к этому договору Эфиопия получала от Италии 30 тыс. ружей и 28 пушек, а также 4 млн. лир от Флорентийского банка (при этом, большая часть полученной суммы должна была быть выплачена Италии в счёт поставленного оружия).
В дальнейшем, под командованием императора Менелика II эфиопская армия подавила феодальный сепаратизм в Годжаме, Амхаре, Тигре и заняла Харар.
Создание первых подразделений регулярной армии началось в ходе итало-эфиопской войны 1895—1896 гг. по распоряжению императора Менелика II.
Перед началом войны армия Эфиопии получила из Российской империи 30 тыс. винтовок Бердана, 5 млн патронов и 5 тыс. сабель. Кроме того, в инициативном порядке был сформирован и направлен в Эфиопию добровольческий отряд Красного Креста.
В конце января 1896 года армия Эфиопии получила из Российской империи 40 тыс. ружей и несколько пушек.
В 1897 году была построена первая телефонная линия Харар — Аддис-Абеба (это позволило увеличить скорость передачи важных сообщений, хотя многие государственные чиновники по-прежнему предпочитали отправлять письменные сообщения с курьерами, поскольку не доверяли телефонной связи).
К началу 1898 года основу эфиопской армии составляла пехота, однако помимо пехотных соединений имелись кавалерийские части на конях и верблюдах, а в распоряжении раса Уольди имелось 7-8 тысяч посаженных на мулов пехотинцев (передвигавшихся верхом, но сражавшихся пешими). Армия была вооружена винтовками нескольких различных систем (наиболее распространённой системой являлись однозарядные французские винтовки системы Гра обр. 1874 года, также использовались магазинные винтовки Гра-Кропачека и Генри-Мартини, итальянские винтовки «веттерли», «винчестеры» и др.), гладкоствольными ружьями и холодным оружием, у военачальников и знати имелось некоторое количество револьверов самых различных систем. Носимый боекомплект у рядовых солдат составлял 36 — 50 шт. патронов, переносимых в самодельном поясном патронташе. Общее количество артиллерийских орудий оценивалось в 70 — 100 шт., при этом основой артиллерийского парка являлись 70 шт. трофейных итальянских горных орудий.
В начале февраля 1899 года Н. С. Леонтьевым была завершена подготовка первого батальона, основой которого являлась рота африканских добровольцев из бывших сенегальских стрелков, привезённых из Сен-Луи. Батальоном командовали русские и французские офицеры. В это же время под руководством русских инструкторов были сформированы санитарное подразделение и военный оркестр духовых инструментов.
В 1899 году феодалы северной Эфиопии из княжеств Арару и Сабат, имевшие поддержку со стороны Великобритании, объявили об отложении от Эфиопии, но эфиопские войска подавили мятеж.

### XX век
В 1906 году европейские державы заключили соглашение, в соответствии с которым Эфиопии было запрещено продавать оружие в объёме свыше 500 винтовок в год, но даже в этих условиях император сумел продолжить перевооружение армии — винтовки различных систем (французские «гра» и «лебель», немецкие «маузер», австрийские «манлихер», итальянские «дотто» и «веттерли»...) закупали небольшими партиями и незаметно переправляли через границу. В 1912 году императору удалось закупить несколько тысяч трофейных трёхлинейных винтовок в Японии и оборудовать в столице оружейные мастерские, гильзовый и пороховой заводы.
В 1919 году на службу в армию Эфиопии поступили несколько русских белоэмигрантов (полковник Ф. Е. Коновалов и ещё несколько белогвардейских офицеров).
- в частности, белоэмигрант А. Н. Фермор (бывший командир эскадрона лейб-гвардии Уланского полка) занимался военной подготовкой подразделения конной гвардии императора Эфиопии[13].

В сентябре 1928 года в Аддис-Абебе имело место вооружённое выступление группы заговорщиков, которое быстро подавили войска.
В 1929 году в Эфиопию прибыла бельгийская военная миссия (10 инструкторов). Они занимались обучением солдат императорской гвардии и регулярной армии. Кроме того, несколько командиров-эфиопов прошли обучение во Франции, в военной школе Сен-Сир.
Также, в 1929 году были созданы военно-воздушные силы: приглашены 2 французских пилота и закуплены 4 биплана «Potez» французского производства (всего в период с 1929 года до итальянского вторжения в Эфиопию в октябре 1935 года были закуплены 15 самолётов различных типов).
В августе 1930 года Эфиопия, Великобритания, Франция и Италия подписали новое соглашение относительно поставок оружия и боеприпасов в Эфиопию, в соответствии с которым Великобритания, Франция и Италия признавали право правительства Эфиопии на приобретение оружия и боеприпасов, но оставляли за собой право отказаться от транзита закупленных Эфиопией грузов военного назначения через свою территорию «если позиция Эфиопии будет представлять угрозу миру и обществу».
В 1933 году Эфиопии удалось приобрести некоторое количество 7,92-мм винтовок «маузер» бельгийского производства (карабины FN Model 24 и укороченные винтовки FN Model 30). В 1934 году Эфиопии удалось купить ещё 3 тыс. винтовок (в том числе, несколько десятков самозарядных винтовок ZH-29 для императорской гвардии), 59 пулемётов и 48 тыс. патронов.
В январе 1935 года в Эфиопию прибыла шведская военная миссия (5 офицеров) и создана военная школа в Холете с шестимесячным сроком подготовки курсантов — всего до начала войны в ней успели подготовить 138 человек.
Кроме того, в 1935 году, в момент осложнения отношений между Германией и Италией Эфиопия сумела получить в Германии кредит в размере 350 тыс. рейхсмарок, на который были закуплены 10 тыс. 7,92-мм немецких винтовок «маузер» обр.1933 года, 10 млн патронов, несколько пушек и значительное количество военного имущества и снаряжения. Ещё одну небольшую партию оружия удалось закупить в Японии, которая продала Эфиопии партию «берданок» (трофеев русско-японской войны 1904—1905 гг.).
В целом, перед началом итальянского вторжения в Эфиопию в октябре 1935 года, в состав вооружённых сил входили:
- Императорская гвардия: 10 тыс. человек, прошедших военную подготовку в качестве солдат регулярной армии[20]
- войска провинций: формировались по территориальному принципу[20].
- ополчение: отряды местных жителей, сформированные по племенному принципу[20].

Воины императорской гвардии носили униформу бельгийской армии цвета хаки, в отличие от остальной армии, носившей белую хлопковую форму. Противогазы имелись только у императорской гвардии.
На вооружении эфиопской армии имелись около 200 полевых орудий различных систем, в том числе устаревших (несколько 37-мм немецких орудий, французские 75-мм орудия Mle 1897 времён первой мировой войны, 75-мм итальянские горные пушки M1885, захваченные в ходе первой итало-эфиопской войны, 63,5-мм русские пушки системы Барановского, а также дульнозарядные бронзовые пушки); до 50 орудий зенитной артиллерии; несколько 81,4-мм траншейных миномётов Стокса-Брандта; 200—300 станковых и ручных пулемётов различных систем; 5 танков Fiat 3000; 12 самолётов различных типов (из них, пригодными к полёту были только 7 пассажирских самолётов) и 7 радиостанций. Армия испытывала острый недостаток стрелкового оружия, на вооружении находились винтовки нескольких типов, в том числе устаревших образцов, а многие воины были вооружены луками, копьями, арабскими мечами «саиф», национальными мечами «шотэл», саблями и иным холодным оружием.
За исключением императорской гвардии, только 50 тыс. человек (ранее служившие по найму в итальянских колониальных войсках) имели военную подготовку. Централизованная система снабжения отсутствовала (ополченцы должны были приходить на призывные пункты с запасом еды и в дальнейшем самостоятельно обеспечивать себя продовольствием), в качестве транспорта использовались мулы.
После начала войны в декабре 1935 года на сторону Эфиопии перешли около 2 тысяч солдат-африканцев из итальянских колониальных войск, часть из них принесла с собой оружие. Кроме того, имелись иные источники пополнения вооружения:
- в ходе боевых действий у итальянских войск было захвачено некоторое количество трофейного оружия[24], боеприпасов и снаряжения[25] (в том числе, две танкетки C.V.33)[26]
- в 1936 году, во время войны, в Германии удалось приобрести небольшую партию пистолет-пулемётов Bergmann MP.35/1[27]
- после начала войны была предпринята попытка установить броню и пулемёты «виккерс» на несколько грузовиков «Форд», приобретённых у американских и английских компаний (всего было изготовлено шесть или семь таких машин[26], они использовались в сражении 11 ноября 1935 года).

Война стимулировала развитие военного искусства эфиопской армии: если в начале войны эфиопы шли в атаку с криками и воем, то к началу 1936 года всё большее распространение получили молчаливые атаки, значительно улучшились навыки маскировки военнослужащих.
В ходе боевых действий против итальянских войск эфиопская армия понесла тяжёлые потери, 5 мая 1936 итальянские войска заняли столицу страны, а в дальнейшем — оккупировали территорию Эфиопии, которая 1 июня 1936 года была включена в состав колонии «Итальянская Восточная Африка».
Тем не менее, сопротивление не прекратилось. Отдельные подразделения и отряды из военнослужащих эфиопской армии продолжали вести боевые действия на оккупированной территории Эфиопии до апреля 1937 года.
Партизанская война на оккупированной территории Эфиопии продолжалась до 1941 года. В январе 1941 года британские войска, начавшие наступление с территории Судана вступили в Эфиопию. В дальнейшем, при поддержке со стороны эфиопских отрядов они продолжили наступление, 6 апреля 1941 года эфиопские отряды заняли Аддис-Абебу, к концу 1941 года итальянские силы были изгнаны с территории Эфиопии, однако английские войска остались на территории страны.
Из США в виде военной помощи по программе ленд-лиза во время войны Эфиопия получила два транспортных самолёта Cessna C-78 Bobcat (с двумя запасными авиадвигателями), шесть автомашин, восемь 75-мм полевых орудий, партию снарядов, 1 млн патронов, а также снаряжение и иное военное имущество).
После окончания войны, в 1946 году на Парижской сессии совета министров иностранных дел, во время подготовки мирного договора с Италией, Великобритания предложила оставить часть территории Эфиопии под контролем Британской империи, но это предложение отклонили.
Летом 1948 года правительство Эфиопии заключило соглашение со Швецией о приобретении 20 танкеток AH-IV-Hb, которые были отгружены в начале мая 1950 года.
Эфиопия принимала участие в войне в Корее, отправив в состав сил ООН один пехотный батальон. После прибытия на Корейский полуостров он был направлен в учебный лагерь 8-й армии США в Тэгу и вооружён стандартным пехотным оружием производства США.
25 сентября 1953 года было создано военное министерство, в состав которого вошли генеральный штаб, управление генерал-адъютанта, отдел снабжения и финансовый отдел.
В 1953 году Эфиопия подписала «Пакт о взаимной обороне» с США, кроме того, с 1953 года в Эфиопии начала действовать военная миссия США (25 человек). 14 мая 1954 года Эфиопия подписала с США военное соглашение, в соответствии с которым США было предоставлено право арендовать военные базы на территории Эфиопии на срок до 99 лет. В дальнейшем, в 1953—1970 гг. Эфиопия получила из США военную помощь на сумму 140 млн. долларов США.
В 1954 году английские войска покинули территорию Эфиопии.
В середине 1950-х годов вооружённые силы Эфиопии насчитывали около 20 тыс. человек и комплектовались на добровольной основе. В состав вооружённых сил входили:
- императорская гвардия: пять батальонов (численностью по 1 тыс. человек) и артиллерийские части[3];
- сухопутные войска: три пехотные дивизии, один мотопехотный полк, один инженерный батальон, один батальон связи, одна рота лёгких танков, артиллерийские части, тыловые и вспомогательные службы[3];
- военно-воздушные силы: один лётный учебный центр, две боевые эскадрильи смешанного состава, 1 тыс. человек личного состава[3]

14 августа 1960 года на границе Эфиопии и Сомали имело место вооружённое столкновение.
13-17 декабря 1960 года группа офицеров императорской гвардии предприняла попытку государственного переворота (во время отсутствия в стране императора Хайле Селассие они объявили императором наследного принца Асфа Воссена и попытались захватить власть в столице), но эта попытка переворота закончилась неудачей, силы заговорщиков были подавлены армейскими подразделениями.
8 апреля 1964 года вновь начались боевые действия на границе Эфиопии и Сомали, которые продолжались до заключения мира 31 января 1968 года.
В 1971 году волнения в Эритрее перерастают в вооружённые столкновения, в дальнейшем части эфиопской армии участвуют в боевых действиях против отрядов сепаратистов.
В сентябре 1974 года был низложен император Хайле Селассие, власть в стране перешла к Временному военному административному совету.
В 1977 году военнослужащие-спортсмены вооружённых сил Эфиопии приняли участие в проходившей на Кубе 4-й летней спартакиаде СКДА (а в 1978 году вооружённые силы Эфиопии вступили в СКДА).
В 1977 году ухудшились отношения между Эфиопией и Сомали. Правительство Сомали выдвинуло территориальные претензии к Эфиопии и 23 июля 1977 года начало вторжение в Эфиопию с целью отторжения провинции Огаден. Временный военный административный совет объявил мобилизацию, в августе 1977 года было создано Национальное революционное оперативное командование. СССР и Куба оказали помощь Эфиопии. Подразделения армии Сомали были выбиты с территории Эфиопии и к 15 марта 1978 года война закончилась.
В 1978 году с разрешения правительства Эфиопии на острове Нокра архипелага Дахлак начала действовать советская военно-морская база Нокра (она была закрыта в 1991 году).
В 1998—2000 годы имел место вооружённый конфликт между Эфиопией и Эритреей.

### XXI век
В середине декабря 2006 года Эфиопия ввела войска на территорию Сомали, поддержав правительство переходного периода в войне против исламистской группировки «Союз шариатских судов», войска были выведены в 2009 году.
В конце ноября 2011 года Эфиопия приняла участие в операции «Линда Нчи» на территории Сомали. 31 декабря 2011 года войска Эфиопии численностью около 3000 человек при поддержке правительственной армии Сомали отбили у исламистов город Беледвейне, административный центр провинции Хиран.
Личный состав вооружённых сил Эфиопии принимает участие в миротворческих операциях ООН (потери Эфиопии во всех десяти миротворческих операциях с участием страны составили 141 человека погибшими).

## Современное состояние
По состоянию на начало 2022 года общая численность вооружённых сил составляла 138 тыс. чел., комплектование осуществляется на добровольной основе.
Эфиопия остаётся обладателем одних из крупнейших и наиболее эффективных в регионе вооруженных сил. Она вносит значительный вклад в региональное миротворчество. Мирное соглашение с Эритреей от сентября 2018 года может повлиять на будущую военную расстановку сил в регионе. Противодействие террористической группировке Аш-Шабааб остаётся текущим военным вопросом. Эфиопия поддерживает давние связи в сфере обороны и безопасности с США. Аддис-Абеба продолжает оказывать военную поддержку федеральному правительству Сомали. Вооружённые силы соответствуют региональным стандартам.
Опыт также был получен благодаря развёртыванию международных миротворческих сил. Эфиопские военные принимали участие в операциях ООН в Дарфуре (Дарфурский конфликт) и Южном Судане (Гражданская война в Южном Судане). Это крупнейший поставщик войск для миротворческих миссий ООН и предоставляет значительные силы для операции AMISOM в Сомали. В инвентаре НСО Эфиопии преобладает техника советских времён. Несмотря на проведение десятилетней модернизации (2005—2015 гг.), большая часть ВВТ основана на избыточных запасах полученных от Венгрии, Украины и США. Эфиопия имеет скромную местную оборонно-промышленную базу, в первую очередь производится стрелковое оружие с некоторым лицензионным производством лёгких бронированных машин. В стране имеются адекватные возможности обслуживания текущей военной техники, но возможности поддержки передовых платформ ограничены.
Сухопутные войска делятся на 4 военных округа: Северный, Западный, Центральный и Восточный. В каждом военном округе расположено управление армейского корпуса, одноимённого с округом в котором расположен корпус, в составе которого несколько дивизий: 1 механизированная и 3—5 лёгких пехотных. Авиационная эскадрилья — основная тактическая единица в ВВС.

## Вооружение и военная техника
- Сухопутные войска (135 тыс. чел.)

ВВТ: 246 танков Т-55 и Т-62, 215 танков Т-72Б1 и Т-72УА; 10 САУ 2С19, некоторое количество 2С1; 300 БТР-60/-152, некоторое количество Тип 92; 464 гаубицы Д-30/М-30, некоторое кол-во М-46, 32 САУ PSL-181; и AH2; 50 РСЗО Град; 65 ПЗРК Стрела-2, безоткатные орудия Б-11 и Б-10, 85-мм пушка Д-44, ПТРК «Малютка», «Фагот», «Корнет-Э», а также миномёты 82-мм БМ-37 и 120-мм М-1944, ЗРК С-75, С-125, зенитно-артиллерийские установки С-60 и ЗУ-23-2.
- Военно-воздушные силы (3 тыс. чел.)

самолёты: 8 МиГ-23МЛ/УБ; 8 Су-27, 3 Су-27УБ; 3 C-130B/E; 3 Ан-12; 2 L-100-30, 1 Ан-26, 1 Ан-32, 1 DHC-6, 1 Як-40, 12 L-39, 2 Y-12, 4 SF-260.
вертолёты: 3 Ми-35; 15 Ми-24; 12 Ми-8/-17, 1 AW139, 6 SA.316 Alouette III; 2 Ми-14; 10 Ми-6